# Das Sommerhaus der Stars – Kampf der Promipaare
Das Sommerhaus der Stars – Kampf der Promipaare (kurz SHDS) ist eine ursprünglich aus Israel stammende Reality-Show, die dort unter dem Titel זוג מנצח VIP ausgestrahlt wird und deren Konzept unter dem Namen Power Couple in vielen anderen Ländern läuft. In Deutschland wird sie seit 2016 bei RTL ausgestrahlt.
Produziert wird Das Sommerhaus der Stars durch das Unternehmen Seapoint, verantwortlich u. a. für Formate wie Die Bachelorette und Der Bachelor. Mit dem Schnitt und der Nachbearbeitung ist die kombinat Postproduktion betraut.
Staffel 1 wurde von Malte Arkona sowie von Off-Sprecher Patrick Linke moderiert. Seit Staffel 2 werden die Sendungen ausschließlich von Linke begleitet. Seit Staffel 3 wird innerhalb der letzten Folge die Aftershow Das große Wiedersehen mit allen Kandidaten unter der Moderation von Angela Finger-Erben (Staffeln 3–5) oder Frauke Ludowig (seit Staffel 6) ausgestrahlt. Seit Staffel 4 wird staffelbegleitend auf RTL+ ein Podcast zur Sendung mit Martin Tietjen und Carlotta Unna veröffentlicht. Während Staffel 6 wurde im Anschluss an die Donnerstags-Folge ein Live Talk unter der Moderation von Frauke Ludowig ausgestrahlt.

## Konzept
Die Sendung bringt mehr oder weniger prominente Liebespaare in einem Haus in Colares nahe Lissabon, Portugal (Staffeln 1–4) oder auf einem Bauernhof in Bocholt-Barlo, Nordrhein-Westfalen (seit Staffel 5) zusammen. Hier leben sie für mehrere Wochen auf engem Raum miteinander und sind rund um die Uhr von Kameras umgeben. Der Alltag wird durch diverse Aufgaben – sogenannte Challenges – durchbrochen, die die Paare bestehen müssen. Während einiger Spiele haben die Spieler vorgegebene intime Fragen zu stellen, die die jeweiligen Lebenspartner richtig zu beantworten haben. Gegen Ende von durch die Regie bestimmten Folgen stimmen die Paare darüber ab, welches von ihnen die Show verlassen muss. Das Siegerpaar darf sich als „Das Promipaar des Jahres“ bezeichnen. In Staffel 1 erhielt das Siegerpaar den während der gesamten Staffel erzielten Geldgewinn von 50.748,50 Euro. Dazu gab es pro Paar eine Gage zwischen 30.000 und 100.000 Euro. Seit Staffel 2 gibt es eine feste Siegprämie von 50.000 Euro.

## Mitwirkende
| Staffel   | Moderation / Off-Sprecher | Moderation / Off-Sprecher    | Moderation / Off-Sprecher | Moderation / Off-Sprecher | Moderation / Off-Sprecher | Moderation / Off-Sprecher |
| Staffel   | Sendung                   | Sendung                      | Das große Wiedersehen     | Der Podcast               | Der Podcast               | Der Live Talk             |
| --------- | ------------------------- | ---------------------------- | ------------------------- | ------------------------- | ------------------------- | ------------------------- |
| 1 (2016)  | Malte Arkona              | Patrick Linke (Off-Sprecher) |                           |                           |                           |                           |
| 2 (2017)  |                           | Patrick Linke (Off-Sprecher) |                           |                           |                           |                           |
| 3 (2018)  | Angela Finger-Erben       | Patrick Linke (Off-Sprecher) |                           |                           |                           |                           |
| 4 (2019)  | Angela Finger-Erben       | Patrick Linke (Off-Sprecher) | Martin Tietjen            | Anredo                    |                           |                           |
| 5 (2020)  | Angela Finger-Erben       | Patrick Linke (Off-Sprecher) | Martin Tietjen            | Anredo                    |                           |                           |
| 6 (2021)  | Frauke Ludowig            | Patrick Linke (Off-Sprecher) | Martin Tietjen            | Anredo                    | Frauke Ludowig            |                           |
| 7 (2022)  | Frauke Ludowig            | Patrick Linke (Off-Sprecher) | Martin Tietjen            | Anredo                    |                           |                           |
| 8 (2023)  | Frauke Ludowig            | Patrick Linke (Off-Sprecher) | Martin Tietjen            | Anredo                    |                           |                           |
| 9 (2024)  | Frauke Ludowig            | Patrick Linke (Off-Sprecher) | Martin Tietjen            | Carlotta Unna             |                           |                           |
| 10 (2025) |                           | Patrick Linke (Off-Sprecher) | Martin Tietjen            | Carlotta Unna             |                           |                           |

## Staffelübersicht
| Staffel | Anzahl Paare | Anzahl Episoden  | Ausstrahlung   | Ausstrahlung  | Sendeplatz                       | Drehort     |
| Staffel | Anzahl Paare | Anzahl Episoden  | Premiere       | Finale        | Sendeplatz                       | Drehort     |
| ------- | ------------ | ---------------- | -------------- | ------------- | -------------------------------- | ----------- |
| 1       | 7            | 4                | 13. Juli 2016  | 3. Aug. 2016  | Mittwoch                         | Portugal    |
| 2       | 8            | 6                | 2. Aug. 2017   | 6. Sep. 2017  | Mittwoch                         | Portugal    |
| 3       | 8            | 6                | 9. Juli 2018   | 13. Aug. 2018 | Montag                           | Portugal    |
| 4       | 9            | 7 (+ 1 Special)  | 23. Juli 2019  | 3. Sept. 2019 | Dienstag                         | Portugal    |
| 5       | 10           | 11 (+ 1 Special) | 9. Sept. 2020  | 1. Nov. 2020  | Mittwoch / Sonntag               | Deutschland |
| 6       | 9            | 12               | 5. Okt. 2021   | 28. Okt. 2021 | Dienstag / Mittwoch / Donnerstag | Deutschland |
| 7       | 10           | 10               | 7. Sept. 2022  | 9. Okt. 2022  | Mittwoch / Sonntag               | Deutschland |
| 8       | 11           | 12               | 19. Sept. 2023 | 15. Nov. 2023 | Dienstag / Mittwoch              | Deutschland |
| 9       | 10           | 11               | 17. Sept. 2024 | 26. Nov. 2024 | Dienstag                         | Deutschland |
| 10      | 10           | 11               | 16. Sept. 2025 | 18. Nov. 2025 | Dienstag                         | Deutschland |

## Staffel 1 (2016)
Staffel 1 wurde im Mai 2016 produziert und vom 13. Juli bis zum 3. August 2016 jeweils mittwochs ausgestrahlt. Xenia Prinzessin von Sachsen und Rajab Hassan wurden das Promi-Paar 2016.
| Platz | Teilnehmer                                                         | Bekannt geworden als | Verließen die Show am | Rausgewählt mit […] Stimmen           |
| ----- | ------------------------------------------------------------------ | --- | --------------------- | ------------------------------------- |
| 1     | Xenia Prinzessin von Sachsen (29) und ihr Freund Rajab Hassan (26) | Musikerin / – | 3. Aug. 2016          |                                       |
| 2     | Thorsten Legat (47) und seine Ehefrau Alexandra Legat (49)         | Fußballspieler, Teilnehmer bei Ich bin ein Star – Holt mich hier raus! / –                                                                              | 3. Aug. 2016          |                                       |
| 3     | Chris Töpperwien (42) und seine Ehefrau Magey Kalley (28)          | Teilnehmer bei Goodbye Deutschland! Die Auswanderer / Musicaldarstellerin                                                                               | 3. Aug. 2016          |                                       |
| 4     | René Weller (62) und seine Ehefrau Rosemarie Weller (63)           | Boxer, Teilnehmer bei Big Brother / – | 27. Juli 2016         | 3 von 4                               |
| 5     | Alexander Posth (38) und seine Ehefrau Angelina Posth (29)         | Doku-Soap-Darsteller, Makler in mieten, kaufen, wohnen / –                                                                                              | 27. Juli 2016         | Ausstieg aus gesundheitlichen Gründen |
| 6     | Hubert Kah (55) und seine Freundin Ilona Magyar (52)               | Musiker, Teilnehmer bei Promi Big Brother / – | 20. Juli 2016         | freiwilliger Auszug                   |
| 7     | Rocco Stark (33) und seine Freundin Angelina Heger (24)            | Schauspieler, Teilnehmer bei Ich bin ein Star – Holt mich hier raus! / Model, Teilnehmerin bei Der Bachelor und Ich bin ein Star – Holt mich hier raus! | 13. Juli 2016         | 6 von 7                               |

## Staffel 2 (2017)
Staffel 2 wurde im Juni 2017 produziert und vom 2. August bis zum 6. September 2017 jeweils mittwochs ausgestrahlt. Nico Schwanz und Saskia Atzerodt wurden das Promi-Paar 2017.
| Platz | Teilnehmer                                                       | Bekannt geworden als                                                                                                | Verließen die Show am | Rausgewählt mit […] Stimmen           |
| ----- | ---------------------------------------------------------------- | --- | --------------------- | ------------------------------------- |
| 1     | Nico Schwanz (39) und seine Freundin Saskia Atzerodt (25)        | Model, Teilnehmer bei Die Alm und Ich bin ein Star – Holt mich hier raus! / Playmate, Teilnehmerin bei Der Bachelor | 6. Sep. 2017          |                                       |
| 2     | Helena Fürst (43) und ihr Freund Ennesto Monté (42)              | Doku-Soap-Darstellerin, Teilnehmerin bei Ich bin ein Star – Holt mich hier raus! / Schlagersänger                   | 6. Sep. 2017          |                                       |
| 3     | Hubert Fella (49) und sein Ehemann Matthias Mangiapane (34)      | Produkttester bei Hot oder Schrott – Die Allestester                                                                | 6. Sep. 2017          |                                       |
| 4     | Markus Mörl (57) und seine Freundin Yvonne König (46)            | Musiker / Schlagersängerin                                                                                          | 30. Aug. 2017         | 2 von 4                               |
| 5     | Giulia Siegel (42) und ihr Freund Ludwig Heer (36)               | Model, Teilnehmerin bei Ich bin ein Star – Holt mich hier raus! / Fernsehkoch                                       | 23. Aug. 2017         | 4 von 5                               |
| 6     | Aurelio Savina (39) und seine Freundin Lisa Freidinger (28)      | Model, Teilnehmer bei Die Bachelorette und Ich bin ein Star – Holt mich hier raus! / –                              | 16. Aug. 2017         | 3 von 6                               |
| 7     | Manni Ludolf (54) und seine Ehefrau Jana Ludolf (30)             | Protagonist in Die Ludolfs – 4 Brüder auf’m Schrottplatz, Gewinner bei Die Alm / –                                  | 9. Aug. 2017          | Ausstieg aus gesundheitlichen Gründen |
| 8     | Martin Semmelrogge (61) und seine Ehefrau Sonja Semmelrogge (53) | Schauspieler, Teilnehmer bei Promi Big Brother / –                                                                  | 2. Aug. 2017          | 5 von 8                               |

## Staffel 3 (2018)
Staffel 3 wurde im Mai bzw. Juni 2018 produziert und vom 9. Juli bis zum 13. August 2018 jeweils montags ausgestrahlt. Im Unterschied zu den Staffeln 1 und 2 musste in Folge 1 und 2 kein Paar die Wohngemeinschaft verlassen. In Folge 6 wurde zusätzlich die Aftershow Das große Wiedersehen ausgestrahlt, bei der unter Moderation von Angela Finger-Erben alle Paare nochmals auftraten und die vergangene Staffel besprachen und analysierten. Uwe Abel und Iris Abel wurden das Promi-Paar 2018.
| Platz | Teilnehmer                                                     | Bekannt geworden als | Verließen die Show am | Rausgewählt mit […] Stimmen |
| ----- | -------------------------------------------------------------- | --- | --------------------- | --------------------------- |
| 1     | Uwe Abel (48) und seine Ehefrau Iris Abel (50)                 | Bauer sucht Frau-Paar | 13. Aug. 2018         |                             |
| 2     | Shawne Fielding (48) und ihr Freund Patrick Schöpf (49)        | Society-Lady / Eishockey-Profi | 13. Aug. 2018         |                             |
| 3     | Frank Fussbroich (50) und seine Ehefrau Elke Fussbroich (51)   | Protagonist in Die Fussbroichs (1989–2001), Teilnehmer bei Big Brother / –                                                         | 13. Aug. 2018         |                             |
| 4     | Patricia Blanco (46) und ihr Freund Nico Gollnick (28)         | Teilnehmerin bei Big Brother, Ich bin ein Star – Holt mich hier raus!, Goodbye Deutschland! Die Auswanderer und Adam sucht Eva / – | 13. Aug. 2018         |                             |
| 5     | Stephanie Schmitz (24) und ihr Verlobter Julian Evangelos (25) | Love Island-Paar | 6. Aug. 2018          | 3 von 6                     |
| 5     | Micaela Schäfer (34) und ihr Freund Felix Steiner (33)         | Erotikmodel, Teilnehmerin bei Germany’s Next Topmodel und Ich bin ein Star – Holt mich hier raus! / –                              | 6. Aug. 2018          | 3 von 6                     |
| 7     | Jens Büchner (48) und seine Ehefrau Daniela Büchner (40)       | Schlagersänger, Teilnehmer bei Goodbye Deutschland! Die Auswanderer und Ich bin ein Star – Holt mich hier raus! / –                | 30. Juli 2018         | 5 von 7                     |
| 8     | Bert Wollersheim (67) und seine Freundin Bobby Anne Baker (48) | Bordellbetreiber, Protagonist in Die Wollersheims – Eine schrecklich schräge Familie! / Country-Sängerin                           | 23. Juli 2018         | 3 von 8                     |

## Staffel 4 (2019)
Staffel 4 wurde im Juni 2019 produziert und vom 23. Juli bis zum 3. September 2019 jeweils dienstags ausgestrahlt. In Folge 7 wurde zusätzlich die Aftershow Das große Wiedersehen ausgestrahlt, bei der unter Moderation von Angela Finger-Erben alle Paare nochmals auftraten und die vergangene Staffel besprachen und analysierten. Im Anschluss an die Staffel wurde am 3. September 2019 das Special Das Sommerhaus von A bis Z – Die Highlights aus vier Staffeln ausgestrahlt. Begleitend zur Staffel wurde auf RTL+ ein Podcast zur Sendung veröffentlicht. Moderator Martin Tietjen und Trash-TV-Experte Anredo besprachen und analysierten zu jeder ausgestrahlten Folge das Geschehen mit den ausgeschiedenen Paaren und prominenten Gästen. Elena Miras und Mike Heiter wurden das Promi-Paar 2019.
| Platz | Teilnehmer                                                     | Bekannt geworden als | Einzug in Folge | Auszug in Folge | Rausgewählt mit […] Stimmen |
| ----- | -------------------------------------------------------------- | --- | --------------- | --------------- | --------------------------- |
| 1     | Elena Miras (27) und ihr Freund Mike Heiter (27)               | Love Island-Paar | 1               | 7               |                             |
| 2     | Steffi Bartsch (46) und ihr Ehemann Roland Bartsch (47)        | Teilnehmer bei Goodbye Deutschland! Die Auswanderer, Produkttester bei Hot oder Schrott – Die Allestester                                                                                            | 1               | 7               |                             |
| 3     | Sabrina Lange (52) und ihr Freund Thomas Graf von Luxburg (54) | Teilnehmerin bei Big Brother und Reality Queens auf Safari / – | 3               | 7               |                             |
| 4     | Willi Herren (43) und seine Ehefrau Jasmin Herren (40)         | Schauspieler, Partysänger, Teilnehmer bei Ich bin ein Star – Holt mich hier raus! und Promi Big Brother / Sängerin, Teilnehmerin bei Der Container Exklusiv und Goodbye Deutschland! Die Auswanderer | 1               | 7               |                             |
| 5     | Johannes Haller (31) und seine Freundin Yeliz Koç (25)         | Model, Teilnehmer bei Die Bachelorette, Bachelor in Paradise und Promi Big Brother / Teilnehmerin bei Der Bachelor und Bachelor in Paradise                                                          | 1               | 6               | 3 von 5                     |
| 6     | Benjamin Boyce (50) und seine Freundin Kate Merlan (32)        | Sänger, Mitglied der Band Caught in the Act, Teilnehmer bei Ich bin ein Star – Holt mich hier raus! / Model, Teilnehmerin bei Take Me Out, Newtopia und Get the F*ck out of my House                 | 1               | 5               | 5 von 6                     |
| 7     | Menowin Fröhlich (31) und seine Ehefrau Senay Ak (28)          | Sänger, Teilnehmer bei Deutschland sucht den Superstar und Promi Big Brother / – | 1               | 4               | freiwilliger Auszug         |
| 8     | Michael Wendler (46) und seine Freundin Laura Müller (18)      | Schlagersänger, Teilnehmer bei Ich bin ein Star – Holt mich hier raus! und Promi Big Brother / – | 1               | 3               | 5 von 8                     |
| 9     | Jessika Cardinahl (53) und ihr Freund Quentin Parker (65)      | Schauspielerin, Malerin / – | 1               | 2               | freiwilliger Auszug         |

## Staffel 5 (2020)
Staffel 5 wurde im Juni 2020 produziert und vom 9. September bis zum 1. November 2020 jeweils mittwochs und sonntags ausgestrahlt. In Folge 11 wurde zusätzlich die Aftershow Das große Wiedersehen ausgestrahlt, bei der unter Moderation von Angela Finger-Erben alle Paare nochmals auftraten und die vergangene Staffel besprachen und analysierten. Während der Staffel wurde am 20. September 2020 das Special Was bisher geschah ausgestrahlt. Begleitend zur Staffel wurde auf RTL+ ein Podcast zur Sendung veröffentlicht. Moderator Martin Tietjen und Trash-TV-Experte Anredo besprachen und analysierten zu jeder ausgestrahlten Folge das Geschehen mit den ausgeschiedenen Paaren und prominenten Gästen. Erstmals zogen zehn Promipaare in das Sommerhaus. Aufgrund der COVID-19-Pandemie war es dieses Jahr kein Haus in Portugal, sondern ein Bauernhof in Bocholt-Barlo in Nordrhein-Westfalen. Alle Paare begaben sich vorab in Selbstisolation und wurden anschließend auf SARS-CoV-2 getestet. Am 8. Juni wurde bekanntgegeben, dass das Paar Fleur/Özdemir das Haus nach drei Drehtagen verließ. Das Siegerehepaar Robens erhielt zum Preisgeld von 50.000 Euro wie drei andere Paare 30.000–35.000 Euro Gage, insgesamt blieben sie damit allerdings unter der Spitzengage von 100.000 Euro für das Paar Mangold/Lange.
| Platz | Teilnehmer                                                   | Bekannt geworden als | Einzug in Folge | Auszug in Folge | Rausgewählt mit […] Stimmen |
| ----- | ------------------------------------------------------------ | --- | --------------- | --------------- | --------------------------- |
| 1     | Caro Robens (40) und ihr Ehemann Andreas Robens (53)         | Teilnehmer bei Goodbye Deutschland! Die Auswanderer | 1               | 11              |                             |
| 2     | Diana Herold (46) und ihr Ehemann Michael Tomaschautzki (48) | Fotomodell, Darstellerin bei Bullyparade / – | 16              | 411             | 6 von 80                    |
| 3     | Lisha Savage (33) und ihr Ehemann Lou Savage (31)            | YouTuber-Paar, Influencer | 1               | 11              | Spielergebnis               |
| 4     | Martin Bolze (62) und seine Ehefrau Michaela Scherer (53)    | Showhypnotiseur, Buchautor, Teilnehmer bei Goodbye Deutschland! Die Auswanderer und Das Supertalent / Designerin, Prinzessin von Anhalt                   | 1               | 11              | Spielergebnis               |
| 5     | Eva Benetatou (28) und ihr Verlobter Chris Broy (31)         | Teilnehmerin bei Der Bachelor, Promi Big Brother und Promis unter Palmen / –                                                                              | 3               | 10              | 3 von 5                     |
| 6     | Annemarie Eilfeld (30) und ihr Freund Tim Sandt (29)         | Sängerin, Teilnehmerin bei Deutschland sucht den Superstar und Kampf der Realitystars / –                                                                 | 1               | 8               | 4 von 6                     |
| 7     | Andrej Mangold (33) und seine Freundin Jennifer Lange (26)   | Basketballspieler, Protagonist in Der Bachelor / Gewinnerin bei Der Bachelor                                                                              | 1               | 7               | Spielergebnis               |
| 8     | Iris Klein (53) und ihr Ehemann Peter Klein (53)             | Mutter von Daniela Katzenberger und Jenny Frankhauser, Teilnehmerin bei Big Brother und Ich bin ein Star – Holt mich hier raus! / Teilnehmer bei X Factor | 5               | 7               | 5 von 7                     |
| 9     | Denise Kappés (29) und ihr Freund Henning Merten (32)        | Teilnehmerin bei Der Bachelor, Influencerin / YouTuber | 1               | 5               | freiwilliger Auszug         |
| 10    | Georgina Fleur (30) und ihr Verlobter Kubilay Özdemir (41)   | It-Girl, Fotomodell, Teilnehmerin bei Der Bachelor, Ich bin ein Star – Holt mich hier raus!, Promi Big Brother und Kampf der Realitystars / –             | 1               | 2               | freiwilliger Auszug         |

## Staffel 6 (2021)
Staffel 6 wurde im Juni 2021 produziert und vom 5. Oktober bis zum 28. Oktober 2021 jeweils dienstags, mittwochs und donnerstags ausgestrahlt. In Folge 12 wurde zusätzlich die Aftershow Das große Wiedersehen ausgestrahlt, bei der unter Moderation von Frauke Ludowig alle Paare nochmals auftraten und die vergangene Staffel besprachen und analysierten. Zudem gab es jeden Donnerstag im Anschluss an die Folge den Ableger Das Sommerhaus der Stars – Der Live Talk, in dem Moderatorin Frauke Ludowig mit den ausgeschiedenen Paaren, prominenten Gästen sowie Beziehungsexperten das Geschehen im Sommerhaus analysierte und besprach. Begleitend zur Staffel wurde auf RTL+ ein Podcast zur Sendung veröffentlicht. Moderator Martin Tietjen und Trash-TV-Experte Anredo besprachen und analysierten zu jeder ausgestrahlten Folge das Geschehen mit den ausgeschiedenen Paaren und prominenten Gästen. Aufgrund der COVID-19-Pandemie wurde erneut auf einem Bauernhof in Bocholt-Barlo in Nordrhein-Westfalen produziert. Lars Steinhöfel und Dominik Schmitt wurden das Promi-Paar 2021.
| Platz | Teilnehmer                                                          | Bekannt geworden als                                                                                           | Einzug in Folge | Auszug in Folge | Rausgewählt mit […] Stimmen                 |
| ----- | ------------------------------------------------------------------- | --- | --------------- | --------------- | ------------------------------------------- |
| 1     | Lars Steinhöfel (35) und sein Freund Dominik Schmitt (31)           | Schauspieler, Darsteller bei Unter uns / –                                                                     | 1               | 12              |                                             |
| 2     | Elisabeth „Sissi“ Hofbauer (25) und ihr Freund Benjamin Melzer (34) | Teilnehmerin bei Germany’s Next Topmodel / Model, Transgender-Aktivist, Blogger                                | 1               | 12              |                                             |
| 3     | Stephan „Steff“ Jerkel (53) und seine Ehefrau Peggy Jerofke (44)    | Teilnehmer bei Goodbye Deutschland! Die Auswanderer                                                            | 1               | 12              |                                             |
| 4     | Yasin Cilingir (30) und seine Ehefrau Samira Cilingir (24)          | Love Island-Paar, Teilnehmer bei Like Me – I’m Famous / –                                                      | 1               | 11              | Spielergebnis                               |
| 5     | Michelle Monballijn (42) und ihr Ehemann Mike Cees-Monballijn (33)  | Schauspielerin, Teilnehmerin bei Der Bachelor/ Teilnehmer bei Die Bachelorette (Schweiz) und Temptation Island | 1               | 11              | Spielergebnis                               |
| 6     | Jana Pallaske (42) und ihr Freund Sascha Girndt (44)                | Schauspielerin, Sängerin, Teilnehmerin bei Let’s Dance und Global Gladiators / Stuntman                        | 4               | 10              | 2 von 6 Entscheidung von Sissi und Benjamin |
| 7     | Almklausi (52) und seine Ehefrau Maritta Krehl (35)                 | Partysänger, Teilnehmer bei Promi Big Brother / –                                                              | 1               | 9               | 4 von 7 Exit-Duell                          |
| 8     | Mola Adebisi (48) und seine Freundin Adelina Zilai (33)             | Moderator, Schauspieler, Synchronsprecher, Teilnehmer bei Ich bin ein Star – Holt mich hier raus! / –          | 1               | 6               | 1 von 8 Exit-Duell                          |
| 9     | Roland Heitz (63) und seine Freundin Janina Korn (38)               | Schauspieler / Schauspielerin, Musicaldarstellerin, Stand-up-Komikerin                                         | 1               | 3               | 6 von 8 Exit-Duell                          |

## Staffel 7 (2022)
Staffel 7 wurde im Mai bzw. Juni 2022 produziert und vom 7. September bis zum 9. Oktober 2022 jeweils mittwochs und sonntags ausgestrahlt. Wie in den Staffeln 5 und 6 wurde erneut in Bocholt-Barlo auf einem Bauernhof gedreht. In Folge 10 wurde zusätzlich die Aftershow Das große Wiedersehen ausgestrahlt, bei der unter Moderation von Frauke Ludowig alle Paare nochmals auftraten und die vergangene Staffel besprachen und analysierten. Begleitend zur Staffel wurde auf RTL+ ein Podcast zur Sendung veröffentlicht. Moderator Martin Tietjen und Trash-TV-Experte Anredo besprachen und analysierten zu jeder ausgestrahlten Folge das Geschehen mit den ausgeschiedenen Paaren und prominenten Gästen. Patrick Romer und Antonia Hemmer wurden das Promi-Paar 2022.
| Platz | Teilnehmer                                                       | Bekannt geworden als | Einzug in Folge | Auszug in Folge | Rausgewählt mit […] Stimmen                  |
| ----- | ---------------------------------------------------------------- | --- | --------------- | --------------- | -------------------------------------------- |
| 1     | Patrick Romer (26) und seine Freundin Antonia Hemmer (22)        | Bauer sucht Frau-Paar, gemeinsame Teilnahme bei CoupleChallenge | 1               | 10              |                                              |
| 2     | Marco Cerullo (33) und seine Freundin Christina Grass (33)       | Darsteller bei Krass Schule – Die jungen Lehrer, Teilnehmer bei Die Bachelorette, Bachelor in Paradise, Ich bin ein Star – Holt mich hier raus! und CoupleChallenge / Darstellerin bei Schwestern – Volle Dosis Liebe, Teilnehmerin bei Der Bachelor, Bachelor in Paradise und CoupleChallenge | 5               | 10              |                                              |
| 3     | Diogo Sangre (27) und seine Freundin Vanessa Mariposa (29)       | Teilnehmer bei Ex on the Beach, Temptation Island VIP und Are You The One? / Gewinnerin bei Club der guten Laune, Teilnehmerin bei Ex on the Beach und Are You The One? | 7               | 10              |                                              |
| 4     | Cosimo Citiolo (40) und seine Freundin Nathalie Gaus (31)        | Sänger, mehrfacher Teilnehmer bei Deutschland sucht den Superstar, Teilnehmer bei Big Brother und Kampf der Realitystars / – | 1               | 10              |                                              |
| 5     | Stephen Dürr (47) und seine Ehefrau Katharina Dürr (39)          | Schauspieler, Darsteller u. a. bei Unter uns und Alles was zählt, Teilnehmer bei Promi Big Brother / Teilnehmerin bei Der Bachelor | 1               | 9               | 4 von 5 Exit-Duell                           |
| 6     | Mario Basler (53) und seine Freundin Doris Büld (52)             | Fußballspieler, Teilnehmer bei Promi Big Brother / – | 1               | 8               | freiwilliger Auszug                          |
| 7     | Sascha Mölders (37) und seine Ehefrau Ivonne Mölders (42)        | Fußballspieler / – | 1               | 7               | 3 von 6 Entscheidung von Patrick und Antonia |
| 8     | Eric Sindermann (33) und seine Freundin Katharina Hambüchen (27) | Handballer, Modedesigner, Teilnehmer bei Ex on the Beach und Promi Big Brother / – | 1               | 6               | freiwilliger Auszug                          |
| 9     | Kader Loth (49) und ihr Ehemann Ismet Atli (51)                  | Teilnehmerin bei Big Brother, Die Alm, Die Burg, Wild Girls, Ich bin ein Star – Holt mich hier raus! und Kampf der Realitystars / – | 1               | 5               | 1 von 7 Exit-Duell                           |
| 10    | Marcel Dähne (28) und seine Freundin Lisa-Marie Weinberger (24)  | YouTuber-Paar, gemeinsame Teilnahme bei CoupleChallenge | 1               | 3               | 6 von 8                                      |

## Staffel 8 (2023)
Staffel 8 wurde im Mai bzw. Juni 2023 produziert und vom 19. September bis zum 15. November 2023 jeweils dienstags und mittwochs (Folgen 8, 10, 12) ausgestrahlt. Wie in den Staffeln 5, 6 und 7 wurde erneut in Bocholt-Barlo auf einem Bauernhof gedreht. In Folge 12 wurde zusätzlich die Aftershow Das große Wiedersehen ausgestrahlt, bei der unter Moderation von Frauke Ludowig alle Paare nochmals auftraten und die vergangene Staffel besprachen und analysierten. Begleitend zur Staffel wurde auf RTL+ ein Podcast zur Sendung veröffentlicht. Moderator Martin Tietjen und Trash-TV-Experte Anredo besprachen und analysierten zu jeder ausgestrahlten Folge das Geschehen mit den ausgeschiedenen Paaren und prominenten Gästen. Serkan Yavuz und Samira Klampfl wurden das Promi-Paar 2023.
| Platz | Teilnehmer                                                   | Bekannt geworden als | Einzug   | Auszug   | Elimination durch          |
| Platz | Teilnehmer                                                   | Bekannt geworden als | in Folge | in Folge | Elimination durch          |
| ----- | ------------------------------------------------------------ | --- | -------- | -------- | -------------------------- |
| 1     | Serkan Yavuz (30) und seine Ehefrau Samira Klampfl (29)      | Teilnehmer bei Die Bachelorette, Bachelor in Paradise, Big Brother und Prominent getrennt, Gewinner von Kampf der Realitystars / Teilnehmerin bei Der Bachelor, Take Me Out, Beauty & The Nerd und Bachelor in Paradise | 7        | 11       |                            |
| 2     | Justine Dippl (35) und ihr Freund Arben Zekic (28)           | Ex-Ehefrau von Joey Heindle, ehemalige Miss Norddeutschland / – | 1        | 11       |                            |
| 3     | Maurice Dziwak (24) und seine Freundin Ricarda Raatz (30)    | Teilnehmer bei Love Island und Are You The One? / Teilnehmerin bei Love Island, Beauty & The Nerd und Are You The One?                                                                                                  | 1        | 11       |                            |
| 4     | Hanna Sökeland (29) und ihre Freundin Jessica Huber (27)     | Princess-Charming-Paar | 8        | 11       |                            |
| 5     | Aleks Petrovic (32) und seine Freundin Vanessa Nwattu (23)   | Teilnehmer bei Love Island, Are You The One?, Ex on the Beach, Couple Challenge und Temptation Island VIP / Teilnehmerin bei Temptation Island VIP                                                                      | 1        | 11       | 4 von 10 Stimmen           |
| 6     | Pia Tillmann (37) und ihr Freund Zico Banach (32)            | Schauspielerin, Darstellerin bei Berlin – Tag & Nacht und Köln 50667 / Teilnehmer bei Die Bachelorette und Bachelor in Paradise, Darsteller bei Köln 50667                                                              | 1        | 10       | 3 von 6 Stimmen            |
| 7     | Tim Toupet (51) und seine Freundin Carina Krogbäumker (33)   | Partyschlagersänger, Teilnehmer bei Big Brother und Schlager sucht Liebe / Partyschlagersängerin (Carina Crone), Teilnehmerin bei Schlager sucht Liebe und Take Me Out                                                  | 1        | 9        | freiwilliger Auszug        |
| 8     | Walentina Doronina (22) und ihr Freund Can Kaplan (27)       | Teilnehmerin bei Ex on the Beach, Are You the One?, Couple Challenge, Reality Shore, Promi Big Brother und Beauty & The Nerd / –                                                                                        | 1        | 6        | Ausschluss aus der Sendung |
| 8     | Luigi „Gigi“ Birofio (24) und seine Freundin Dana Feist (26) | Teilnehmer bei Ex on the Beach, Kampf der Realitystars, Prominent getrennt, Temptation Island VIP und Ich bin ein Star – Holt mich hier raus! / Teilnehmerin bei Love Island, Are You the One? und Germany Shore        | 5        | 6        | Ausschluss aus der Sendung |
| 10    | Eric Stehfest (34) und seine Ehefrau Edith Stehfest (28)     | Schauspieler (u. a. GZSZ), Autor, Teilnehmer bei Let’s Dance und Ich bin ein Star – Holt mich hier raus! / Sängerin (Lotta Laut)                                                                                        | 1        | 5        | Exit-Duell                 |
| 11    | Claudia Obert (61) und ihr Freund Max Suhr (24)              | Modeunternehmerin, Teilnehmerin bei Promi Big Brother, Promis unter Palmen und Kampf der Realitystars, Protagonistin in Claudias House of Love / –                                                                      | 1        | 4        | 5 von 8 Stimmen            |

## Staffel 9 (2024)
Staffel 9 wurde im Mai bzw. Juni 2024 produziert und wird vom 17. September bis zum 26. November 2024 jeweils dienstags ausgestrahlt. Wie in den Staffeln 5, 6, 7 und 8 wurde erneut in Bocholt-Barlo auf einem Bauernhof gedreht. Begleitend zur Staffel wird auf RTL+ ein Podcast zur Sendung veröffentlicht. Moderator Martin Tietjen und Podcasterin Carlotta Unna besprechen und analysieren zu jeder ausgestrahlten Folge das Geschehen mit den ausgeschiedenen Paaren und prominenten Gästen.
| Platz | Teilnehmer                                                  | Bekannt geworden als | Einzug   | Auszug   | Elimination durch            |
| Platz | Teilnehmer                                                  | Bekannt geworden als | in Folge | in Folge | Elimination durch            |
| ----- | ----------------------------------------------------------- | --- | -------- | -------- | ---------------------------- |
| 1     | Sam Dylan (33) und sein Freund Rafi Rachek (34)             | Teilnehmer bei Prince Charming, Kampf der Realitystars, Promiboxen, Ich bin ein Star – Die große Dschungelshow, Promi Big Brother, Forsthaus Rampensau Germany, RTL Turmspringen und The 50 / Teilnehmer bei Die Bachelorette, Bachelor in Paradise und Promi Big Brother | 1        | 10       |                              |
| 2     | Denise Hersing (27) und ihr Freund Lorik Bunjaku (28)       | Teilnehmer bei Der Bachelor bzw. Die Bachelorette, Bachelor in Paradise, Ex on the Beach und Temptation Island VIP | 7        | 10       |                              |
| 3     | Theresia Fischer (32) und ihr Freund Stefan Kleiser (57)    | Teilnehmerin bei Germany’s Next Topmodel, Promi Big Brother, Club der guten Laune, The 50 und Kampf der Realitystars, Gewinnerin bei Reality Queens / – | 1        | 10       |                              |
| 3     | Alessia Herren (22) und ihr Ehemann Can Nitkewitz (29)      | Tochter von Willi Herren, Teilnehmerin bei Ab ins Kloster!, Promi Big Brother und Kampf der Realitystars / – | 1        | 10       |                              |
| 5     | Umut Tekin (26) und seine Freundin Emma Fernlund (23)       | Teilnehmer bei Die Bachelorette, Bachelor in Paradise, Temptation Island VIP und Good Luck Guys / Teilnehmerin bei Temptation Island VIP | 1        | 10       | Rauswahl (3 von 5 Stimmen)   |
| 6     | Gloria Glumac (31) und ihr Freund Michael (32)              | Teilnehmerin bei Temptation Island, Das große Promi-Büßen und The 50, Gewinnerin bei Prominent getrennt / – | 1        | 10       | Rauswahl (3 von 6 Stimmen)   |
| 7     | Oliver Sanne (38) und seine Verlobte Jil-Beatrice Rock (32) | Mister Germany 2014, Protagonist bei Der Bachelor, Teilnehmer bei Bachelor in Paradise, Kampf der Realitystars und Ich bin ein Star – Die große Dschungelshow / Teilnehmerin bei Unser Star für Baku und Deutschland sucht den Superstar (Staffel 11)                     | 5        | 9        | Exit-Duell (4 von 7 Stimmen) |
| 8     | Raúl Richter (37) und seine Freundin Vanessa Schmitt (28)   | Schauspieler (u. a. bei Gute Zeiten, schlechte Zeiten), Teilnehmer bei Let’s Dance und Ich bin ein Star – Holt mich hier raus! / Influencerin und Darstellerin bei GRIP Originals                                                                                         | 1        | 7        | Rauswahl (4 von 7 Stimmen)   |
| 9     | Tessa Bergmeier (34) und ihr Freund Jakob Morgenstern (38)  | Model, Teilnehmerin bei Germany’s Next Topmodel, Die Alm, Reality Queens auf Safari, Kampf der Realitystars und Ich bin ein Star – Holt mich hier raus! / – | 1        | 5        | Exit-Duell (3 von 7 Stimmen) |
| 10    | Sarah Kern (55) und ihr Freund Tobias Pankow (39)           | Modedesignerin, Teilnehmerin bei Promi Big Brother und Ich bin ein Star – Holt mich hier raus! / – | 1        | 3        | Exit-Duell (1 von 8 Stimmen) |

## Staffel 10 (2025)
Staffel 10 wird ab dem 16. September 2025 jeweils dienstags (Folgen 1, 3–11) und an einem Mittwoch (Folge 2) auf dem Privatsender RTL ausgestrahlt werden. Die Teilnehmer wurden am 7. August 2025 auf Instagram bekanntgegeben.
| Platz | Teilnehmer                                                | Bekannt geworden als | Einzug   | Auszug   | Elimination durch |
| Platz | Teilnehmer                                                | Bekannt geworden als | in Folge | in Folge | Elimination durch |
| ----- | --------------------------------------------------------- | --- | -------- | -------- | ----------------- |
|       | Paulina Ljubas (28) und ihr Freund Tommy Pedroni (30)     | ehemalige Laiendarstellerin bei Köln 50667, Teilnehmerin bei Temptation Island VIP, Ex on the Beach, Promi Big Brother, Germany Shore und The 50, Gewinnerin von CoupleChallenge / Teilnehmer bei Ex on the Beach, Are You the One?, CoupleChallenge, Temptation Island VIP, Reality Backpackers, Germany Shore, Prominent getrennt und The 50, Gewinner von CoupleChallenge |          |          |                   |
|       | Tara Tabitha (32) und ihr Freund Dennis Lodi (29)         | Teilnehmerin bei Saturday Night Fever, Ex on the Beach, Ich bin ein Star – Holt mich hier raus!, Forsthaus Rampensau, Are You the One?, The 50 und Match my Ex!, Gewinnerin von Reality Backpackers und Kampf der Realitystars / Teilnehmer bei Make Love, Fake Love, The 50 und Kampf der Realitystars                                                                      |          |          |                   |
|       | Marvin Kleinen (30) und seine Freundin Jennifer Degenhart | Bruder von Calvin Kleinen, Teilnehmer bei Swipe Match Love?, Are You the One? und Ex on the Beach, Gewinner von CoupleChallenge / Teilnehmerin bei Love Island, Are You the One?, Germany Shore und Ex on the Beach |          |          |                   |
|       | Ryan Wöhrl (23) und seine Freundin Lina Baumann           | Teilnehmer bei Are You the One?, Ex on the Beach, The 50 und Germany’s Next Topmodel / Influencerin |          |          |                   |
|       | Edda Elisa Pilz (23) und ihr Freund Michael Klotz         | Teilnehmerin bei Are You the One?, Ex on the Beach und Reality Backpackers / Teilnehmer bei Ex on the Beach |          |          |                   |
|       | Silva Gonzalez (46) und seine Ehefrau Stefanie Schanzleh  | Sänger, Mitglied der Hot Banditoz, Teilnehmer bei Ich bin ein Star – Holt mich hier raus!, Prominent getrennt, Kampf der Realitystars und The 50 / Sängerin, Mitglied der Hot Banditoz, Teilnehmerin bei Prominent getrennt |          |          |                   |
|       | Jochen Horst (63) und seine Ehefrau Tina Horst            | Schauspieler, Teilnehmer bei Promi Big Brother / – |          |          |                   |
|       | Hanka Rackwitz (56) und ihr Freund Pierre Paminski        | Protagonistin bei Mieten, kaufen, wohnen, Teilnehmerin bei Big Brother, Ich bin ein Star – Holt mich hier raus! und Ich bin ein Star – Showdown der Dschungel-Legenden / – |          |          |                   |
|       | Sarah Joelle Jahnel (35) und ihr Freund Ersin             | Sängerin, Teilnehmerin bei Deutschland sucht den Superstar, Promi Big Brother, Adam sucht Eva, Ich bin ein Star – Holt mich hier raus! und Prominent getrennt / – |          |          |                   |
|       | Luise-Isabella Matejczyk (35) und ihr Freund Pascal Zadow | Laiendarstellerin u. a. bei Köln 50667 / Laiendarsteller u. a. bei Köln 50667 |          |          |                   |

## Sommerhaus-Fluch
Auf sozialen Medien wird bei Trennungen von ehemaligen Sommerhaus-Teilnehmerpaaren gerne vom so genannten Sommerhaus-Fluch gesprochen. Obwohl Stand Juli 2025 47 von insgesamt 82 teilnehmenden Paaren (57,3 %) noch in einer Beziehung sind entsteht durch die teilweise in den Medien öffentlich und laut ausgetragenen Trennungen hier der Eindruck als würde eine unüblich hohe Anzahl der Beziehungen zeitnah nach der Ausstrahlung in die Brüche gehen (Majoritätsillusion oder Mehrheitsillusion). Tatsächlich trennten sich 12 von 82 Paaren (14,6 %) noch vor Ende der Ausstrahlung ihrer jeweiligen Staffel (oder wenige Tage bis Wochen danach), 13 von 82 Paaren (15,8 %) trennten sich innerhalb des ersten Jahres nach der Ausstrahlung ihrer jeweiligen Staffel und 10 von 82 Paaren (12,1 %) trennten sich über ein Jahr nach ihrer jeweiligen Teilnahme. Damit eine Trennung als Sommerhaus-Fluch bezeichnet wird, muss diese nicht zwangsläufig mit einer Teilnahme an der Sendung zu tun haben.

## Kritiken
Während die Trash-Expertin vom Spiegel, Anja Rützel, die erste Staffel begrüßte: Ein echter Schatzfund im zuletzt so trüben Realityshow-Gekröse, winkte Hans Hoff, ein Kritiker der Süddeutschen Zeitung, nach der ersten Folge ab: Soooooo öde ist das Sommerhaus der Stars. stern.de stellte fest: „Das Sommerhaus der Stars“ ist die perfekte Dschungelcamp-Alternative.
Die fünfte Staffel wurde aufgrund wüster Beleidigungen und Mobbing in der Öffentlichkeit stark kritisiert. Kurz vor der Ausstrahlung des Finales Anfang November 2020 zog RTL-Unterhaltungschef Kai Sturm eine sehr kritische Bilanz: „Wir haben das Mobbing weder gepusht noch gewollt“, sagte er in einem Interview mit Blick auf den fragwürdigen Umgang der Kandidaten untereinander. „Die Eskalation der Aggressivität und das unangenehme negative Gefühl, das in dieser Staffel steckt, hat uns persönlich auch betroffen gemacht.“ Die anhaltende Aggressivität in der Show sei „sehr lähmend“ gewesen. Einzelne Folgen hätte RTL teilweise kürzer geschnitten als ursprünglich geplant. Die sich hochschaukelnden Konflikte bezeichnete Sturm als „Quotengift für den Sonntagabend“.

## Ableger
Seit 2022 wird ein Ableger namens Prominent getrennt – Die Villa der Verflossenen mit getrennten Promipaaren bei RTL+ ausgestrahlt. Bisher wurden vier Staffeln produziert.
2024 wurde für RTL+ ein weiterer Ableger unter dem Titel Das Sommerhaus der Normalos mit nicht-prominenten Liebespaaren produziert – die Ausstrahlung begann im Februar 2025.